# Belgische wetgevende verkiezingen 1868
Gedeeltelijke wetgevende verkiezingen vonden plaats in België op dinsdag 9 juni 1868. 62 van de 124 volksvertegenwoordigers werden regulier herverkozen, namelijk de zetels in de provincies Antwerpen, Brabant, Luxemburg, Namen en West-Vlaanderen.

## Uitslagen
De liberalen wisten hun meerderheid te vergroten van 72 naar 74 volksvertegenwoordigers.
De katholieken winnen nipt twee zetels in Brugge, maar verliezen telkens één zetel in Nijvel, Bastenaken, Veurne en Ieper.
|                 | Arrondissement | Katholieken | Katholieken | Liberalen | Liberalen |
| --------------- | -------------- | ----------- | ----------- | --------- | --------- |
| Antwerpen       |                |             |             |           |           |
|                 | Antwerpen      | 3452        | 56%         | 2762      | 44%       |
|                 | Mechelen       | 1255        |             | /         |           |
|                 | Turnhout       | 976         |             | /         |           |
| Brabant         |                |             |             |           |           |
|                 | Brussel        | /           |             | 3382      |           |
|                 | Leuven         | 1758        |             | /         |           |
|                 | Nijvel         | 1525        | 48%         | 1658      | 52%       |
| West-Vlaanderen |                |             |             |           |           |
|                 | Brugge         | 1411        | 51%         | 1362      | 49%       |
|                 | Ieper          | 1008        | 44%         | 1275      | 56%       |
|                 | Kortrijk       | 1473        |             | /         |           |
|                 | Oostende       | /           |             | 742       |           |
|                 | Diksmuide      | 545         |             | /         |           |
|                 | Veurne         | 398         | 47%         | 452       | 53%       |
|                 | Roeselare      | 995         |             | /         |           |
|                 | Tielt          | 691         |             | /         |           |
| Luxemburg       |                |             |             |           |           |
|                 | Aarlen         | /           |             | 436       |           |
|                 | Bastenaken     | 210         | 45%         | 258       | 55%       |
|                 | Marche         | 300         | 47%         | 345       | 53%       |
|                 | Neuchâteau     | /           |             | 407       |           |
|                 | Virton         | /           |             | 463       |           |
| Namen           |                |             |             |           |           |
|                 | Namen          | 1514        |             | /         |           |
|                 | Dinant         | 528         |             | /         |           |
|                 | Philippeville  | /           |             | 555       |           |
| Totaal          | Totaal         | 18038       |             | 14097     |           |

### Brugge
Van de drie zittende liberale volksvertegenwoordigers stelde enkel de Vrière zich herverkiesbaar.
Er waren 2765 stemmers, met 14 blanco of ongeldige stemmen, dat 2751 geldige stemmen geeft en dus een absolute meerderheid van 1376.
| Liberalen         | Stemmen | Katholieken              | Stemmen |
| ----------------- | ------- | ------------------------ | ------- |
| Adolphe de Vrière | 1363    | Amedée Visart de Bocarmé | 1411    |
| Dujardin          | 1359    | Emile De Clercq          | 1394    |
| Jooris            | 1347    | Van de Walle             | 1377    |

Van de Walle-De Ghelcke ontbrak één stem. In de ballotage tussen de liberaal de Vrière en katholiek Van de Walle won de liberaal.

### Ieper
In het arrondissement Ieper werden drie volksvertegenwoordigers verkozen.
- Alphonse Vandenpeereboom (liberaal) (zittend): 1.275 stemmen
- Pierre Beke (liberaal): 1.242 stemmen
- Jules Van Merris (liberaal): 1.013 stemmen
- Charles-Louis Van Renynghe (katholiek) (zittend): 1.008 stemmen

Vanwege het geringe stemmenverschil tussen de laatste twee, waren de ongeldig verklaarde stemmen beslissend. Een parlementscommissie (onder katholieke leiding) oordeelde dat Van Renynghe alsnog de meeste geldige stemmen had. Dit lokte een stevig debat uit in de Kamer tussen de liberale meerderheid en de katholieke minderheid. De Kamer stemde uiteindelijk op 18 november 1868 voor het behoud van het proces-verbaal dat Van Merris verkozen verklaarde.

### Leuven
In het arrondissement Leuven kwamen 1905 van de 4170 ingeschreven kiezers opdagen (45,68%).
De katholieken werden zonder tegenkandidaten verkozen: Edouard Wouters, Louis Landeloos, Charles Delcour, Joseph-Adrien Beeckman en François Schollaert.

### Bastenaken
Liberaal Hubert Schmitz (258 stemmen) werd verkozen en versloeg zittend katholiek Emile Van Hoorde (210 stemmen).

### Marche
Liberaal Léon Orban werd herverkozen (345 stemmen) met katholiek Jules Pety de Thozée als tegenkandidaat (300 stemmen).

## Buitengewone verkiezingen
Daarnaast vonden in dat jaar buitengewone verkiezingen plaats voor:
- een senator in het arrondissement Gent,  waarbij Camille Joseph De Bast (liberaal) verkozen werd ter vervanging van de op 10 mei 1868 overleden Albert Gheldolf
- een senator in het arrondissement Oudenaarde, waarbij Théodule Rodriguez d'Evora y Vega (katholiek) verkozen werd ter vervanging van de op 26 september 1868 overleden Charles Rodriguez d'Evora y Vega
- een senator in het arrondissement Tongeren-Maaseik, waarbij Gustave de Woelmont (katholiek) verkozen werd ter vervanging van Guillaume d'Arschot Schoonhoven.
- een volksvertegenwoordiger in het arrondissement Tongeren, waarbij François de Borchgrave d'Altena (katholiek) verkozen werd ter vervanging van Gustave de Woelmont, die senator werd.

## Verkozenen
- Kamer van volksvertegenwoordigers (samenstelling 1868-1870)